# Mimectatina apicefusca
Mimectatina apicefusca är en skalbaggsart som beskrevs av Stefan von Breuning 1966. Mimectatina apicefusca ingår i släktet Mimectatina och familjen långhorningar. Inga underarter finns listade i Catalogue of Life.